# La Chapelle-Faucher
La Chapelle-Faucher, okzitanisch La Chapela Fouchier, ist eine französische Gemeinde mit 386 Einwohnern (Stand 1. Januar 2022) im Norden des Départements Dordogne in der Region Nouvelle-Aquitaine. Sie gehört zum Kanton Brantôme en Périgord im Arrondissement Nontron. Zuständiger Gemeindeverband ist die Communauté de communes Dronne et Belle. Die Einwohner werden als Chapellois bzw. als Chapelloises bezeichnet.

## Etymologie
La Chapelle-Faucher, okzitanisch La Chapela Fouchier, leitet sich ab von Kapelle (la chapela) und dem germanischen Eigennamen Fulkhari (Volker?), latinisiert Fulchurius.

## Geographie

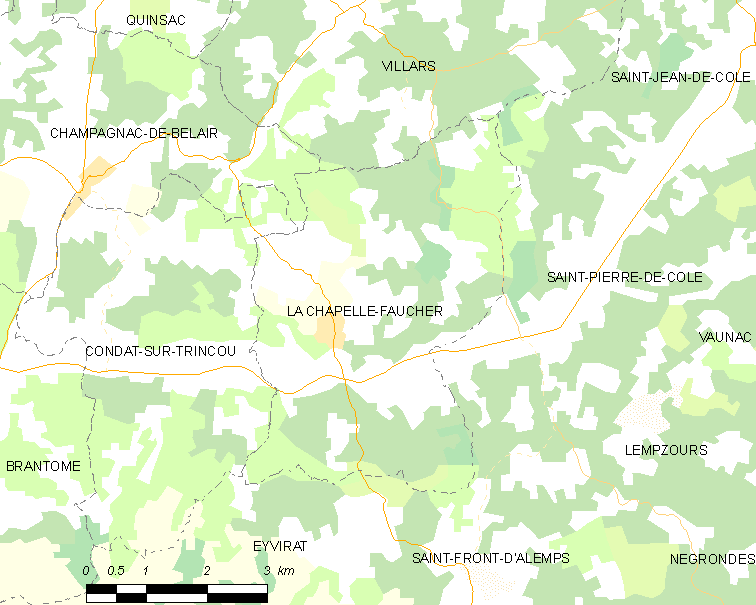
Lagekarte von La Chapelle-Faucher

La Chapelle-Faucher liegt acht Kilometer östlich von Brantôme en Périgord und 14 Kilometer westsüdwestlich von Thiviers entfernt (Luftlinie). Die Gemeinde wird von folgenden Nachbargemeinden umgeben:
| Champagnac-de-Belair | Villars                                     |                      |
| Condat-sur-Trincou   | Kompassrose, die auf Nachbargemeinden zeigt | Saint-Pierre-de-Côle |
|                      | Brantôme en Périgord (vormals Eyvirat)      | Saint-Front-d’Alemps |

Neben dem Ortskern setzt sich die Gemeinde aus folgenden Geländepunkten, Weilern, Gehöften und Schlössern zusammen:
Barat, Bois du Juge, Bos Maury, Château Boslaurent, Château de Lasfond, Croix de la Garenne, Dore, Faureille, La Croix, La Forêt, La Guyaunie, La Mothe (bzw. Lamot(h)e), La Rolphie, La Sizardie, Las Fons (auch Las Font oder Lasfond), Laurendie, Le Franc Naud, Le Petit Merle, Les Giroux, Les Grandes Vignes, Les Nègreries, Les Pelades, Merle, Petit(-)Jumilhac (bzw. Jumilhac-le-Petit), Pierre Brune, Puydouillou, Puymartin, Puyroudier, Rochecaille, Rochevideau, Saint-Georges, Tana und Tierchateau.
Der topographisch niedrigste Punkt im Gemeindegebiet mit 114 Metern über dem Meeresspiegel befindet sich bei La Croix an der Côle, die hier das Gemeindegebiet verlässt. Die höchste Stelle mit 213 Metern liegt bei Tana an der Grenze im Nordosten. Die absolute Höhendifferenz beträgt 99 Meter, die durchschnittliche Meerhöhe 164 Meter. Das Rathaus der Gemeinde nimmt 132 Meter ein.

### Verkehrsanbindung
Durch den Ortskern von La Chapelle-Faucher führt in südlicher Richtung die D 3 von Villars nach Agonac. Nach dem Überqueren der Côle trifft sie auf die D 78 von Brantôme nach Thiviers, die linksseitig die Côle begleitet. Über zwei Kommunalstraßen kann der Weiler Petit-Jumilhac und anschließend die D 68 erreicht werden. Die D 68 von Villars nach Saint-Pierre-de-Côle folgt mehr oder weniger der Ostgrenze der Gemeinde. Eine Kommunalstraße verläuft vom Ortskern aus auf der rechten Talseite bis La Croix, wo sie an die Strecke Condat-sur-Trincou nach Eyvirat/Agonac anbindet. Bei Rochevideau besteht ferner ein Abzweig von der D 78 nach Eyvirat/Agonac im Süden.

#### Bodenbedeckung

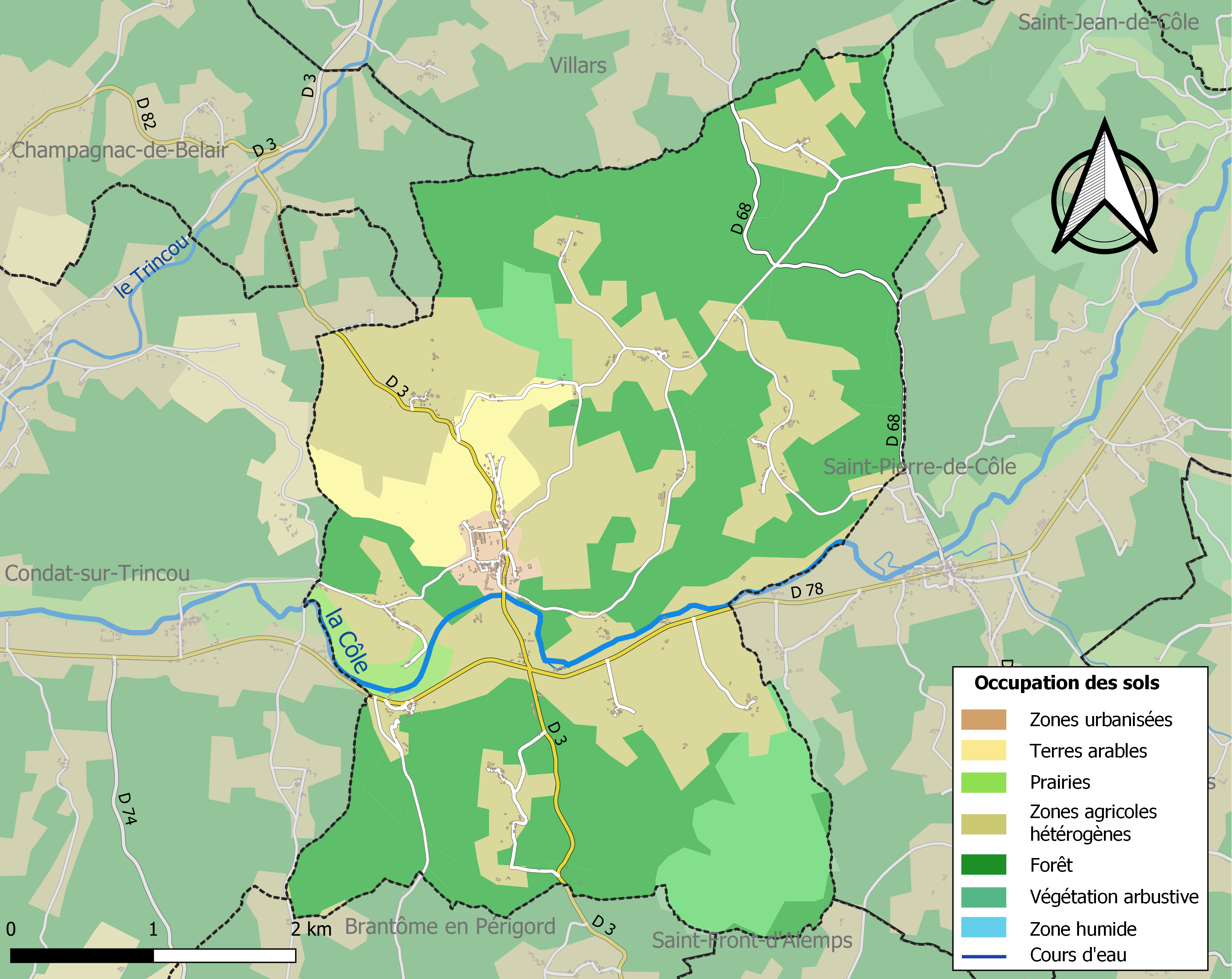
Bodenbedeckung in der Gemeinde La Chapelle-Faucher

Die Bodenbedeckung der Gemeinde La Chapelle-Faucher schlüsselt sich im Jahr 2018 gemäß der europäischen Datenbank CORINE Land Cover (CLC) wie folgt auf:
- Wälder – 48,9 %
- heterogene landwirtschaftliche Nutzung – 36,2 %
- Buschwerk – 7,5 %
- Ackerland – 4,7 %
- Wiesen – 1,5 %
- Bebauung – 1,3 %.

Die forstwirtschaftliche Nutzung steht im Vordergrund. Der Anteil der forstwirtschaftlichen Nutzflächen (Wälder und Buschwerk) ist seit 1990 mit 56,4 % gleich geblieben.

## Klima
La Chapelle-Faucher besitzt ein abgeschwächtes ozeanisches Klima  mit gemäßigtem Sommer (Cfb nach Köppen und Geiger), das sich durch folgende Parameter auszeichnet:
| Klimaparameter im Zeitraum 1971–2000 - Jahresmittel: 12,1 °C - Anzahl der Tage unter −5 °C: 3,0 - Anzahl der Tage oberhalb 30 °C: 7,2 - Maximum im Tages-Temperaturunterschied: 14,9 °C - Jahresniederschlag: 951 mm - Niederschlagstage im Januar: 12,8 - Niederschlagstage im Juli: 7,3 |

Durch den Klimawandel zeichnen sich Erhöhungen im Jahresmittel ab, die sich bereits auch bemerkbar machen. So ist beispielsweise an der 62 Kilometer entfernten Wetterstation in Bergerac das langjährige Jahresmittel von 13,2 °C für 1971–2000 über 13,1 °C für 1981–2010 auf 13,3 °C für 1991–2020 angestiegen – ein Zuwachs um 0,1 °C innerhalb von 20 Jahren.

## Hydrographie

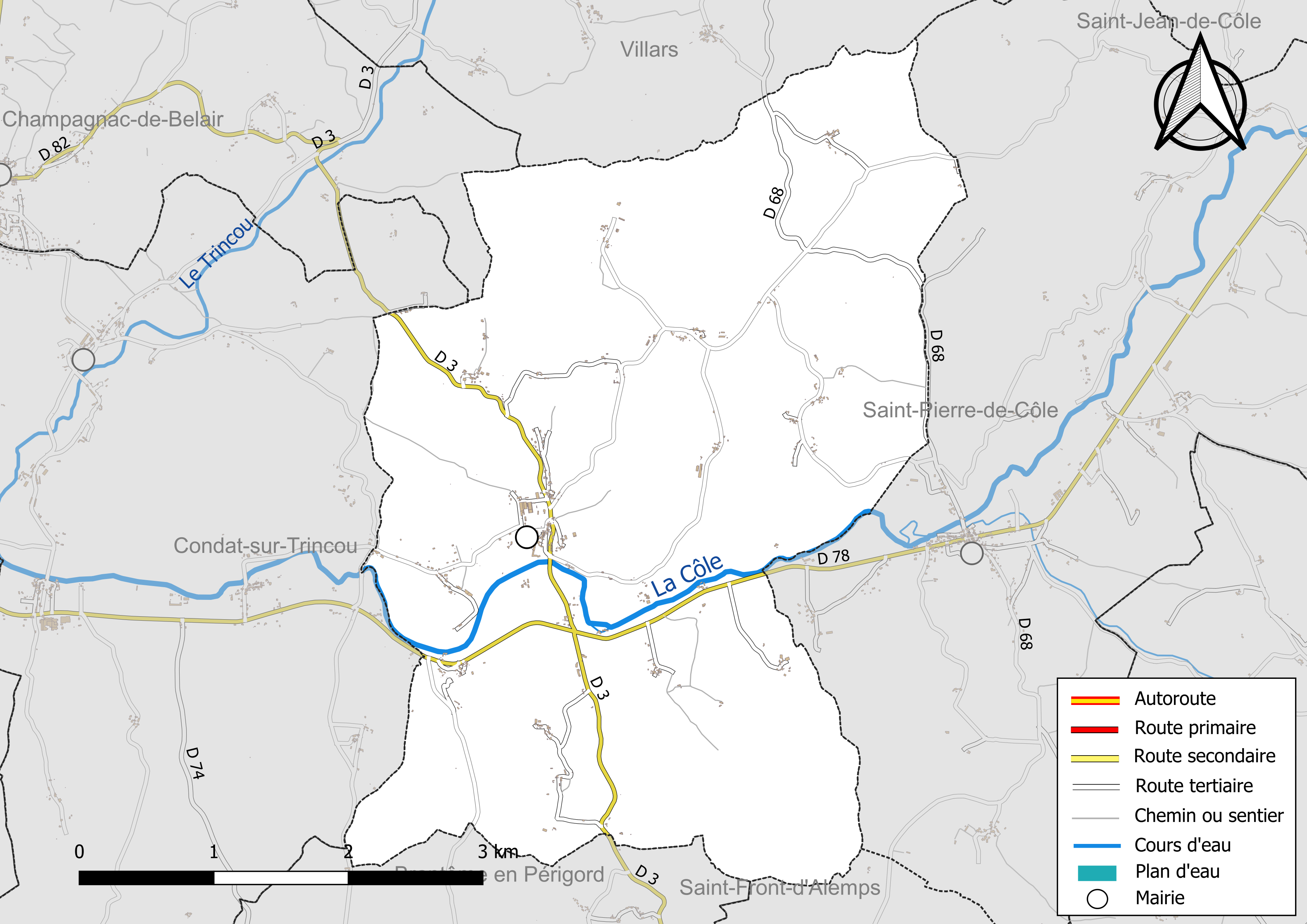
Hydrographische Karte von La Chapelle-Faucher

Das Gemeindegebiet von La-Chapelle-Faucher wird in etwa mittig in Ost-West-Richtung von der Côle durchflossen. Die Nordgrenze zu Villars wird von einem ebenfalls nach Westen ausgerichteten Trockental gebildet, das linksseitig bei Lardailler (Gemeinde Champagnac-de-Belair) in den Trincou mündet. Zur Côle hin öffnen  nur Trockentäler, die alle mehr oder weniger Nord-Süd orientiert sind: rechtsseitig ein Trockental, das die Ostgrenze zu Saint-Pierre-de-Côle bildet, sowie ein kleines Trockental bei Rochecaille; linksseitig die Trockentäler bei Saint-Georges, Pierre Brune und Rochevideau.
Die Côle und ihre Seitenarme bilden Teil des Flusssystems Isle-Dronne.
Die Gesamtlänge des Entwässerungsnetzes in der Gemeinde La-Chapelle-Faucher beträgt 5,5 Kilometer.

## Geologie

Geologische Karte von La Chapelle-Faucher

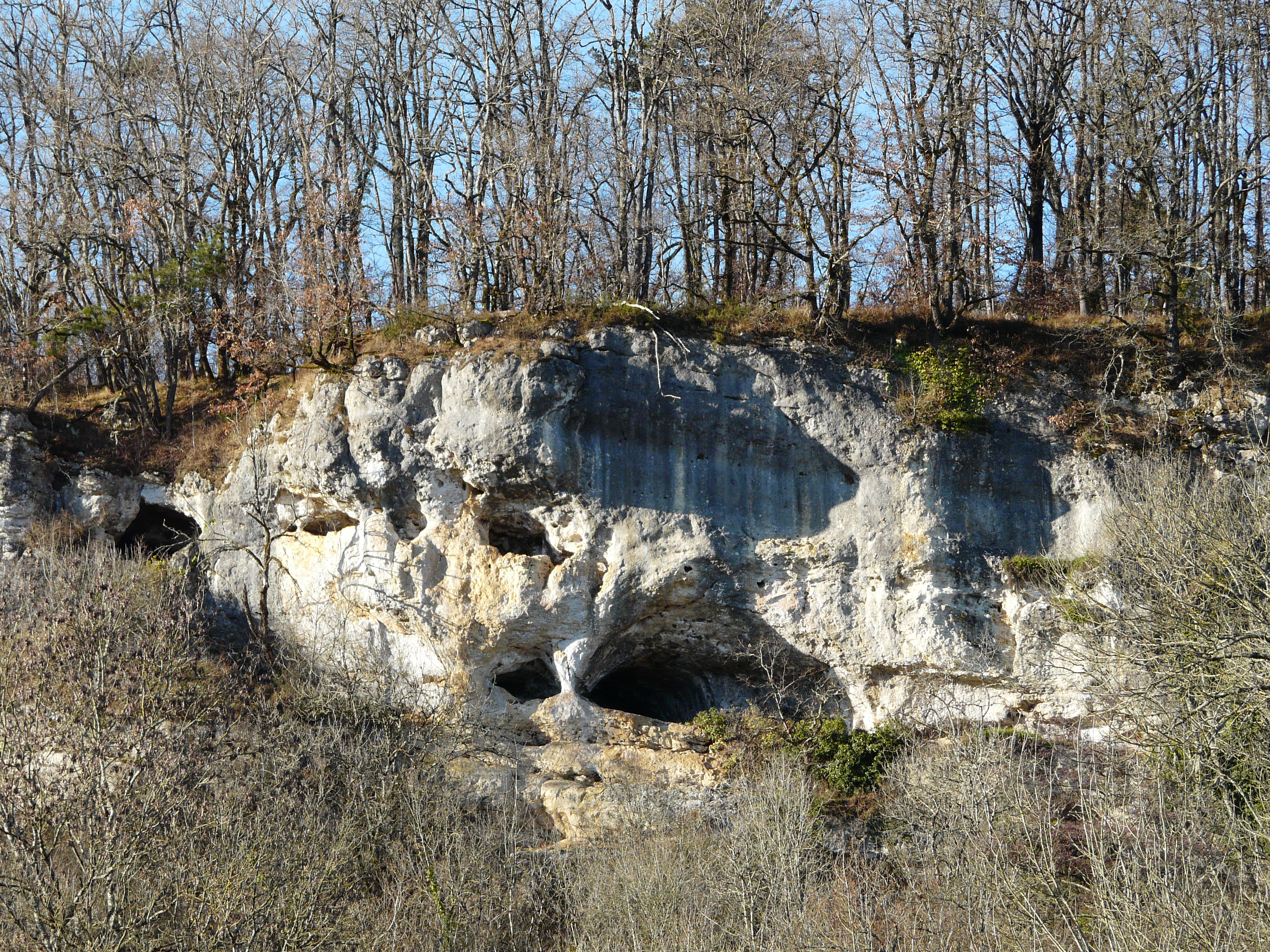
Felswand und Höhlen von Rochecaille, vorgeschichtliche Fundstätte. Die Felswand zeigt den Übergang von Turonium zu Coniacium mit einem beträchtlichen Einfallen nach Nordost.

Das Gemeindegebiet von La Chapelle-Faucher liegt in seiner Integralität auf flach liegenden (maximaler Einfallswinkel bis 10°) Sedimenten des nördlichen Aquitanischen Beckens.
Die Schichtenfolge beginnt mit den knolligen bis plattigen Kreidekalken des Ligériens (Unterturon – Formation c3a). Sie stehen an der linken Talseite der Côle an und folgen außerdem den bei Saint-Georges, Pierre Brune und Rochevideau mündenden Trockentälern nach Süden. Darüber folgen Rudistenkalke des Angoumiens (Formationen c3b und c3c). Sie finden sich beidseitig der Côle, beidseitig der drei Trockentäler im Süden, entlang dem rechtsseitigen Trockental an der Ostgrenze und ebenfalls an den Hängen des Trockentals an der Nordgrenze. Über das Angoumien legen sich harte Fossilkalke des Coniaciums (Formation c4), zu sehen vorwiegend im Ortskern, entlang dem kleinen rechtsseitigen Trockental bei Rochecaille und an der Südgrenze. Höchstes aufgeschlossenes Schichtglied der Oberkreide ist das Untersanton am Höhenrücken nördlich des Ortskerns (Formation c5a); es besteht aus grauen, plattigen, glaukonitführenden Kalken.
Auf dem Höhenrücken nördlich des Ortskerns finden sich vereinzelte Vorkommen von alten, teils verfestigten Flussschottern, die möglicherweise bis ins Eozän (Formation HF bei Petit-Jumilhac) oder ins Pliozän (Formation FS bei Faureille und beim Château Boslaurent) hinaufreichen. Ein recht großer Teil der Hanglagen oberhalb der Oberkreidesedimente wird von Kolluvium verhüllt, das aus den tertiären Flussschottern hervorgegangen ist und im Pleistozän umgelagert wurde (Formation CF).  Vergleichbares, aber wesentlich feinkörnigeres Material, findet sich auf den drei Höhenrücken im Süden (Formation AC bzw. C).
Würmeiszeitlicher Kalkhangschutt (Formation GP) verfüllt das Trockental an der Nordgrenze, das kleine Trockental bei Rochecaille und mehrere Stellen beidseitig der Côle. Risseiszeitliche Niederterrassen aus Geröllen in sandig-toniger Matrix wurden an mehreren Stellen im Côletal abgelagert (Formation Fw). Ältere mindelzeitliche Mittelterrassen (Formation Fv) finden sich ebenfalls im Tal der Côle, rechtsseitig nördlich von Merle und linksseitig südlich von Rochecaille. Die rezente Flussniederung der Côle (Formation K)  ist durchgehend 500 Meter breit und der Fluss mäandriert mit einer Wellenlänge von 1500 Metern.
Bei Rochevideau südwestlich des Ortskerns von La Chapelle-Faucher zieht der Ausläufer der  Südost-streichenden Mareuil-Störung ins Côletal herein. Die Störung hat generell ein Anheben des südwestlichen Schichtverbandes bewirkt. Der bis hierher recht einheitliche Störungsverlauf löst sich jedoch im Gemeindegebiet in mehrere kleinere Störungen auf, die sehr unterschiedlichen Richtungen folgen (NNW, NO, ONO und OSO), aber nur minimale Versetzungen aufweisen. Diese Zerrüttung des Schichtverbandes macht sich auch in sehr stark streuenden Streichrichtungen und Einfallswinkeln bemerkbar. So beträgt normalerweise das regionale Einfallen 6 bis maximal 10° nach Südwest. Durch die Zerrüttung können aber Einfallswerte bis zu 20° in die entgegengesetzte Richtung (nach Nordost) erzielt werden – zu sehen bei Rochecaille.
Erwähnenswert ist die Karstifikation des Ensembles Turon-Coniac, zu erkennen an Höhlenbildungen, an den vielen Trockentälern und dem Wasserverlust der Côle im Bereich der Gemeinde Saint-Pierre-de-Côle. Diese verlorengegangenen Sickerwässer treten  im Gemeindegebiet von La Chapelle-Faucher wieder zutage (Quelle bei Las Fons).

## Naturrisiken

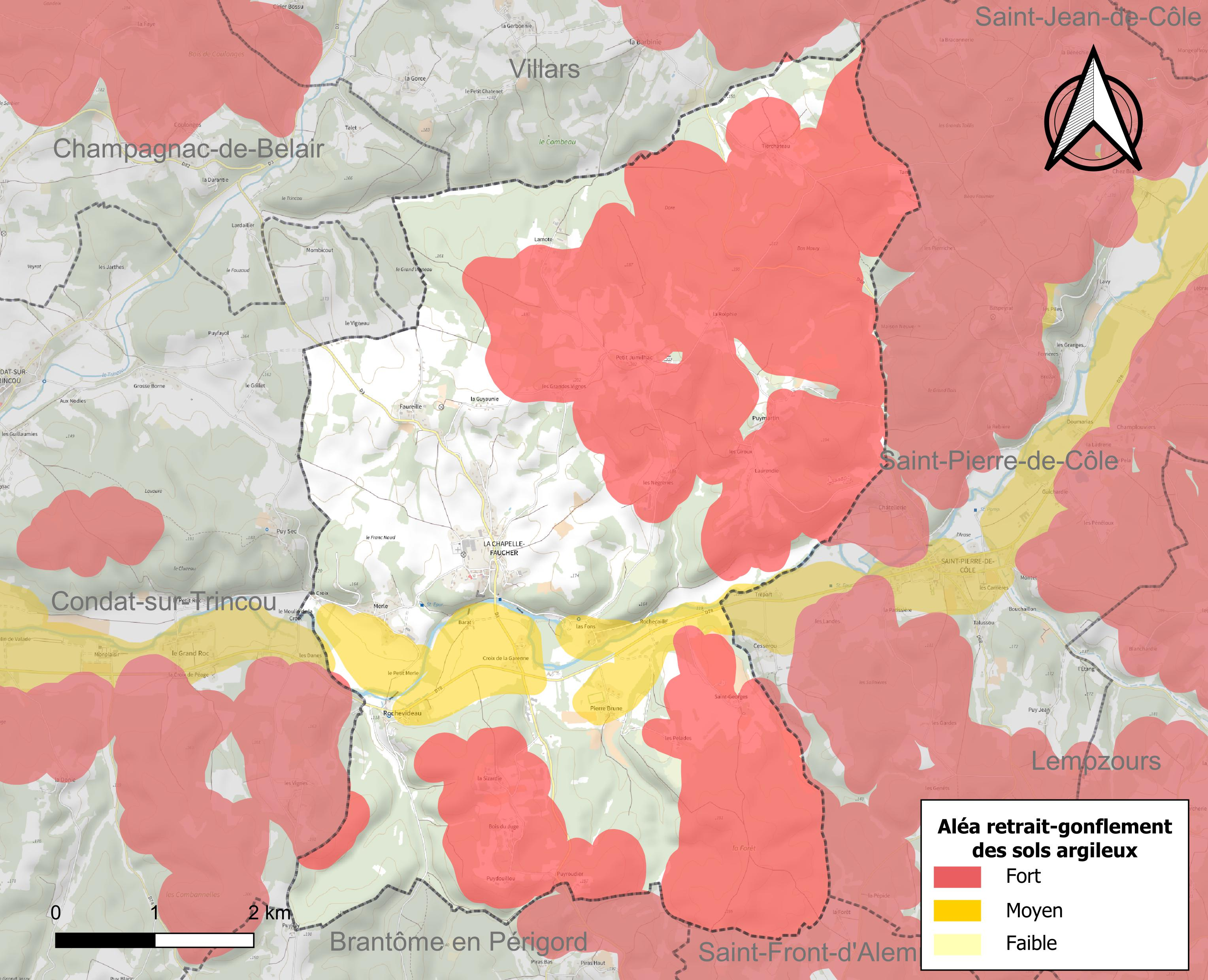
Risikokarte des Quellungs/Schrumpfungsverhältnisses von Tonmineralen in Böden für Condat-sur-Trincou

Naturrisiken manifestieren sich in La Chapelle-Faucher als
- Überschwemmungen und den mit ihnen assoziierten Schlammströmen und Hangrutschungen im Tal der Côle
- Dürren
- Stürme
- Bodensetzungen.

In den Jahren 1982, 1983, 1988, 1999 und 2021 kam es aufgrund erhöhter Niederschläge zu Überschwemmungen, größeren Bodenbewegungen und Rutschungen. Bodenrutschungen wurden vor allem im Jahr 1999 registriert.
Dürrejahre waren 1989, 1992, 2005 und 2011. In diesen Perioden herrschte erhöhte Waldbrandgefahr.
Ein herausragendes Wintersturmereignis war das Sturmtief Martin im Dezember 1999, das enorme Schäden an den Wäldern und auch an der Infrastruktur hinterließ. Die Zerstörungen in den Wäldern sind selbst im Jahr 2022 noch zu erkennen.
Wie die Risikokarte zeigt, ist La Chapelle-Faucher von der Gefahr durch Bodensetzungen betroffen, die Gefahren konzentrieren sich hierbei mit großer Stärke (in Rot) auf Böden des Kolluviums nördlich und südlich der Côle, mit mittlerer Stärke (in Gelb) auch auf die Alluvialböden im Tal der Côle.
Die Erdbebengefahr ist als relativ niedrig einzustufen, am Westrand des Massif Central sind recht seltene Beben der Stärke 3 auf der Richterskala bekannt.

## Geschichte

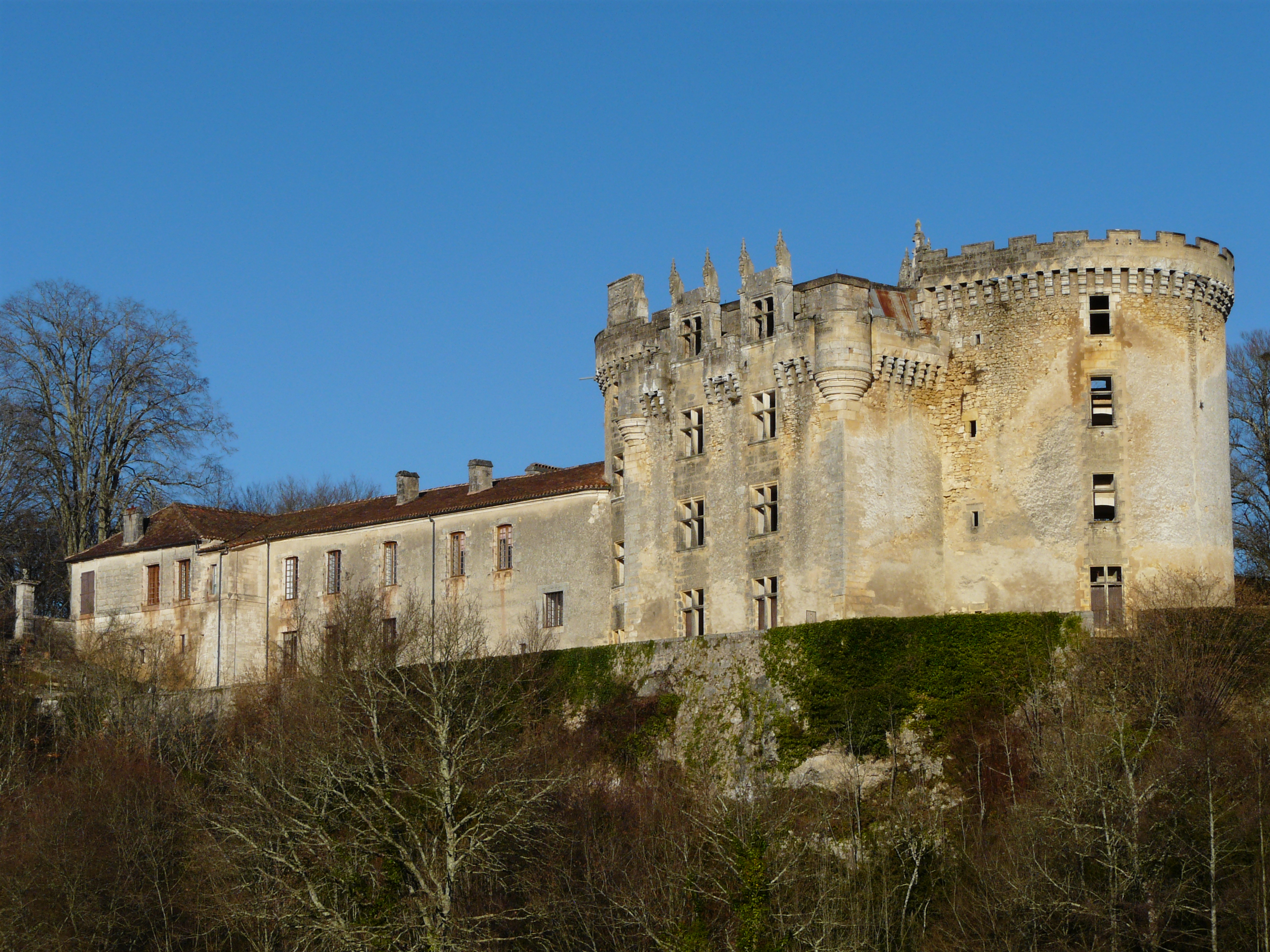
Das Schloss Château de Lasfond von La Chapelle-Faucher

Vorgeschichtliche Spuren finden sich in der Gemeinde La Chapelle-Faucher an der Fundstätte Rochecaille im Côletal. Im Zwölften Jahrhundert gründet der Mönch Fulchurius eine Kapelle. Etwas später errichten die Benediktiner die der Abtei von Charroux unterstehende Prioratskirche im romanischen Stil. Der Templerorden erbaute im selben Jahrhundert in Jumilhac-le-Petit einen Wehrhof und eine Kapelle im romanischen Stil. Die Prioratskapelle Notre-Dame-de-Puymartin im Ortskern, ebenfalls aus dem Zwölften Jahrhundert, ist gotisch. Neben ihr stand im 13. Jahrhundert noch ein Gebäude der Hospitaliter. Das Château de Lasfond im Ortskern geht ebenfalls ins 13. Jahrhundert zurück. Im Jahr 1369 wurde La Chapelle-Faucher mitsamt dem Schloss vom Schwarzen Prinzen (Richard II.), Sohn des englischen Königs Edward III., zerstört. Das Schloss wurde dann am Ende des 15. Jahrhunderts wieder neu aufgebaut. Im Jahr 1569 ließ hier Coligny während der Religionskriege 200 katholische Bauern hinrichten. Während der Fronde wurde das Schloss von königlichen Truppen belagert. 1653 wurden auf Anweisung des Marquis de Chabans die Befestigungen zwecks Umbauarbeiten geschleift. Auf der Cassini-Karte von 1756 bis 1789 hieß die Gemeinde noch La Chapelle Fouchet. Die Gemeinden Jumillac-de-Colle (Le Petit-Jumilhac) und La Chapelle-Faucher fusionierten 1827 zur heutigen Gemeinde.

## Bevölkerungsentwicklung
| Jahr | Einwohner |  |
| 1962 | 464       |  |
| 1968 | 477       |  |
| 1975 | 478       |  |
| 1982 | 445       |  |
| 1990 | 398       |  |
| 1999 | 399       |  |
| 2004 | 379       |  |
| 2006 | 372       |  |
| 2009 | 386       |  |
| 2014 | 419       |  |
| 2016 | 423       |  |
| 2019 | 395       |  |

Quelle: INSEE
Die Bevölkerung in der Gemeinde La Chapelle-Faucher war ab ihrem Höchststand im Jahr 1975 bis 2006 rückläufig, sie hat sich aber seitdem wieder etwas erholt. Seit 2016 ist sie jedoch erneut im Schwinden begriffen.

## Verwaltung
Bürgermeister in La Chapelle-Faucher ist seit Mai 2020 Sylviane Née.

## Präsidentschaftswahlen 2022
| Kandidaten                       | Kandidaten            | Parteien                      | Parteien            | 1. Wahlgang | 1. Wahlgang | 2. Wahlgang | 2. Wahlgang |
| Kandidaten                       | Kandidaten            | Parteien                      | Parteien            | Stimmen     | %           | Stimmen     | %           |
| -------------------------------- | --------------------- | ----------------------------- | ------------------- | ----------- | ----------- | ----------- | ----------- |
|                                  | Emmanuel Macron       | En marche !                   | EM                  | 63          | 24,70 %     | 110         | 50,23 %     |
|                                  | Marine Le Pen         | Front national                | FN                  | 57          | 22,35 %     | 109         | 49,77 %     |
|                                  | Jean-Luc Mélenchon    | Front de gauche               | FDG                 | 64          | 25,10 %     |             |             |
|                                  | Éric Zemmour          | Reconquête                    |                     | 20          | 7,84 %      |             |             |
|                                  | Valérie Pécresse      | Les Républicains              | LR                  | 8           | 3,14 %      |             |             |
|                                  | Jean Lassalle         | Résistons !                   | R                   | 17          | 6,67 %      |             |             |
|                                  | Anne Hidalgo          | Parti socialiste              | PS                  | 7           | 2,75 %      |             |             |
|                                  | Fabien Roussel        | Parti communiste français     | PC                  | 7           | 2,75 %      |             |             |
|                                  | Nicolas Dupont-Aignan | Debout la République          | DLR                 | 2           | 0,78 %      |             |             |
|                                  | Yannick Jadot         | Europe Écologie-Les Verts     | EELV                | 6           | 2,35 %      |             |             |
|                                  | Nathalie Arthaud      | Lutte Ouvrière                | LO                  | 3           | 1,18 %      |             |             |
|                                  | Philippe Poutou       | Nouveau Parti anticapitaliste | NPA                 | 1           | 0,39 %      |             |             |
|                                  |                       |                               |                     |             |             |             |             |
| Gesamt                           | Gesamt                | Gesamt                        | Gesamt              | 255         | 100 %       | 219         | 100 %       |
|                                  |                       |                               |                     |             |             |             |             |
| Gültige Stimmen                  | Gültige Stimmen       | Gültige Stimmen               | Gültige Stimmen     | 255         | 95,51 %     | 219         | 83,27 %     |
| Ungültige Stimmen                | Ungültige Stimmen     | Ungültige Stimmen             | Ungültige Stimmen   | 12          | 4,49 %      | 44          | 16,73 %     |
| Wahlbeteiligung                  | Wahlbeteiligung       | Wahlbeteiligung               | Wahlbeteiligung     | 267         | 81,16 %     | 263         | 79,70 %     |
| Enthaltungen                     | Enthaltungen          | Enthaltungen                  | Enthaltungen        | 62          | 18,84 %     | 67          | 20,30 %     |
| Registrierte Wähler              | Registrierte Wähler   | Registrierte Wähler           | Registrierte Wähler | 329         |             | 330         |             |
|                                  |                       |                               |                     |             |             |             |             |
| Quelle: Ministère de l'Intérieur |                       |                               |                     |             |             |             |             |

Die Präsidentschaftswahlen 2022 in La Chapelle-Faucher konnte Emmanuel Macron nur ganz knapp für sich entscheiden.

## Wirtschaft

### Beschäftigung
Im Jahr 2015 betrug die erwerbsfähige Bevölkerung zwischen 15 und 64 Jahren 181 Personen bzw. 42,9 % der Gesamtbevölkerung. In La Chapelle-Faucher hat sich die Zahl der Arbeitslosen von 12 im Jahr 2010 auf 16 im Jahr 2015 erhöht, die Arbeitslosenquote betrug somit 8,9 %.

### Unternehmen
Am 31. Dezember 2015 waren 34 Unternehmen in La Chapelle-Faucher ansässig, davon 11 im Sektor Verwaltung, Bildung, Gesundheit oder Soziales, 6 in Landwirtschaft, Forsten und Fischerei, 6 im Baugewerbe, 6 in der Industrie und 5 im Sektor Handel, Transport oder Dienstleistungen.

## Sehenswürdigkeiten
- Romanische Kirche Notre-Dame de l'Assomption aus dem 12. Jahrhundert, seit 1938 Monument historique
- Château de Lasfond aus dem 13. Jahrhundert
- Templerkirche in Petit-Jumilhac aus dem 12. Jahrhundert, Monument historique seit 1948.
- Verfallene gotische Prioratskapelle Notre-Dame-de-Puymartin aus dem 12. und 13. Jahrhundert, Monument historique seit 1948
- Zerstörte Kapelle Saint-Roch im Friedhof aus dem 15. Jahrhundert
- Taubenturm

## Photogalerie

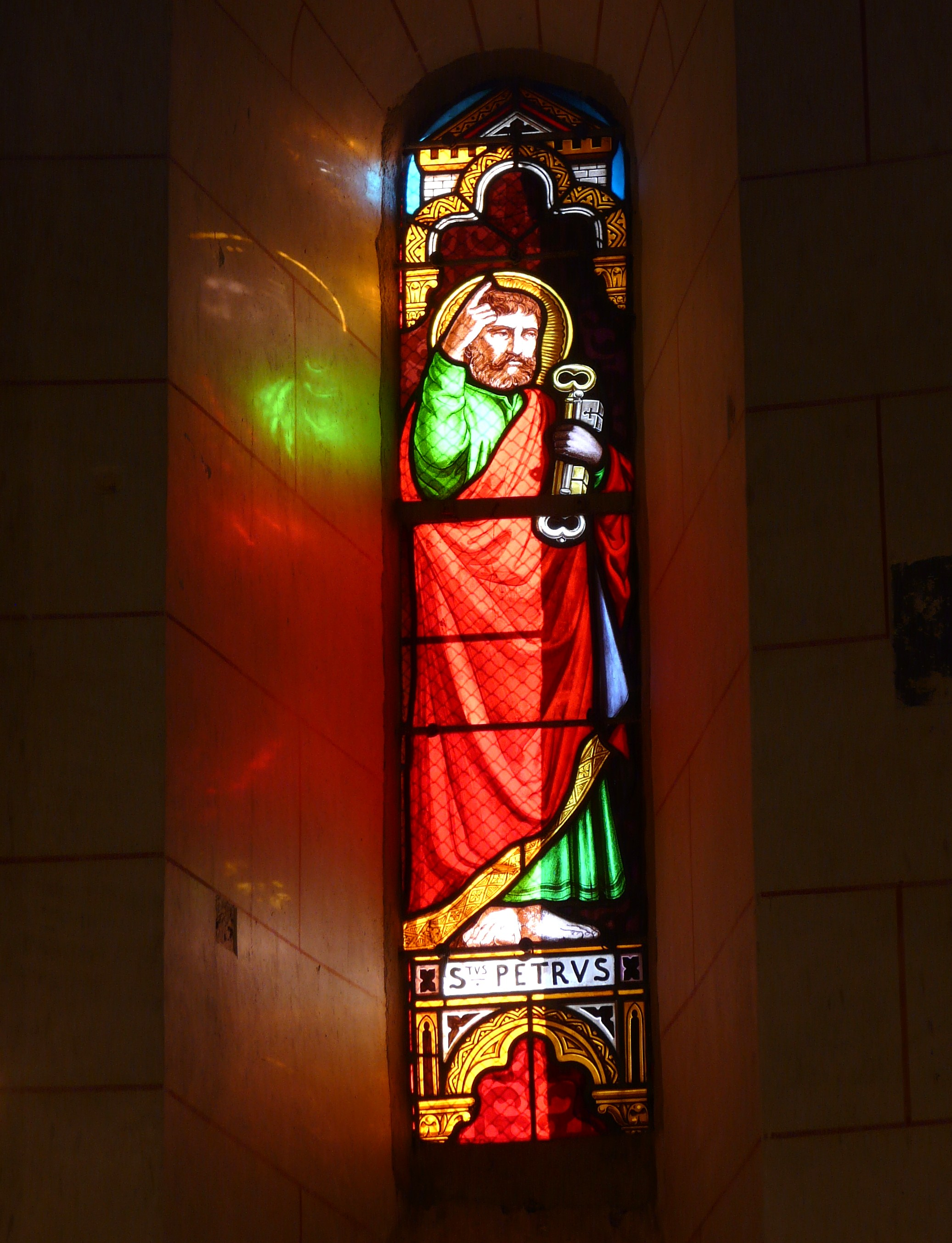
Buntglasfenster mit dem Heiligen Petrus in der Ortskirche Notre-Dame de l'Assomption
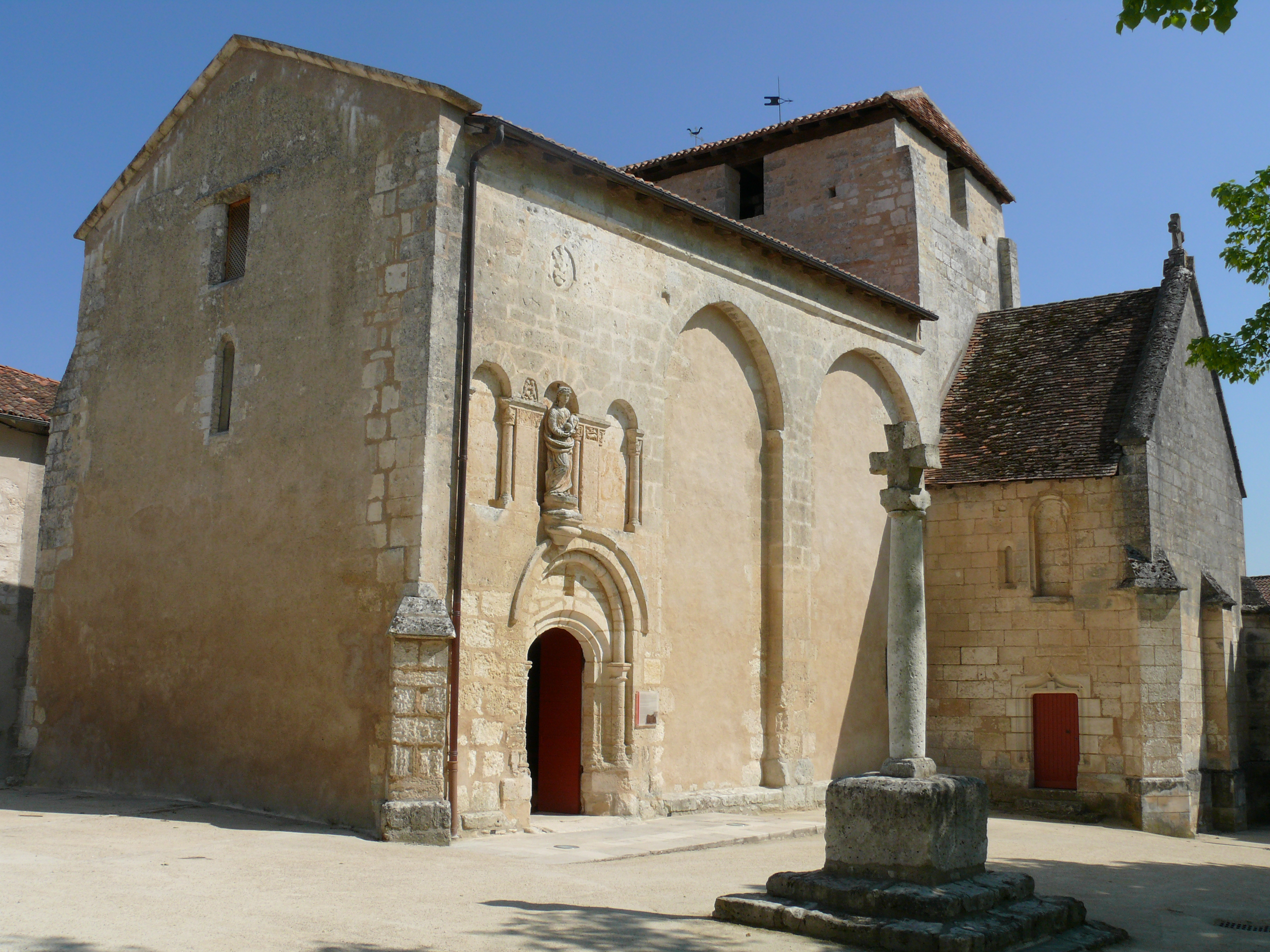
Ortskirche Notre-Dame de l'Assomption mit Steinkreuz und Eingangsportal auf der Südseite
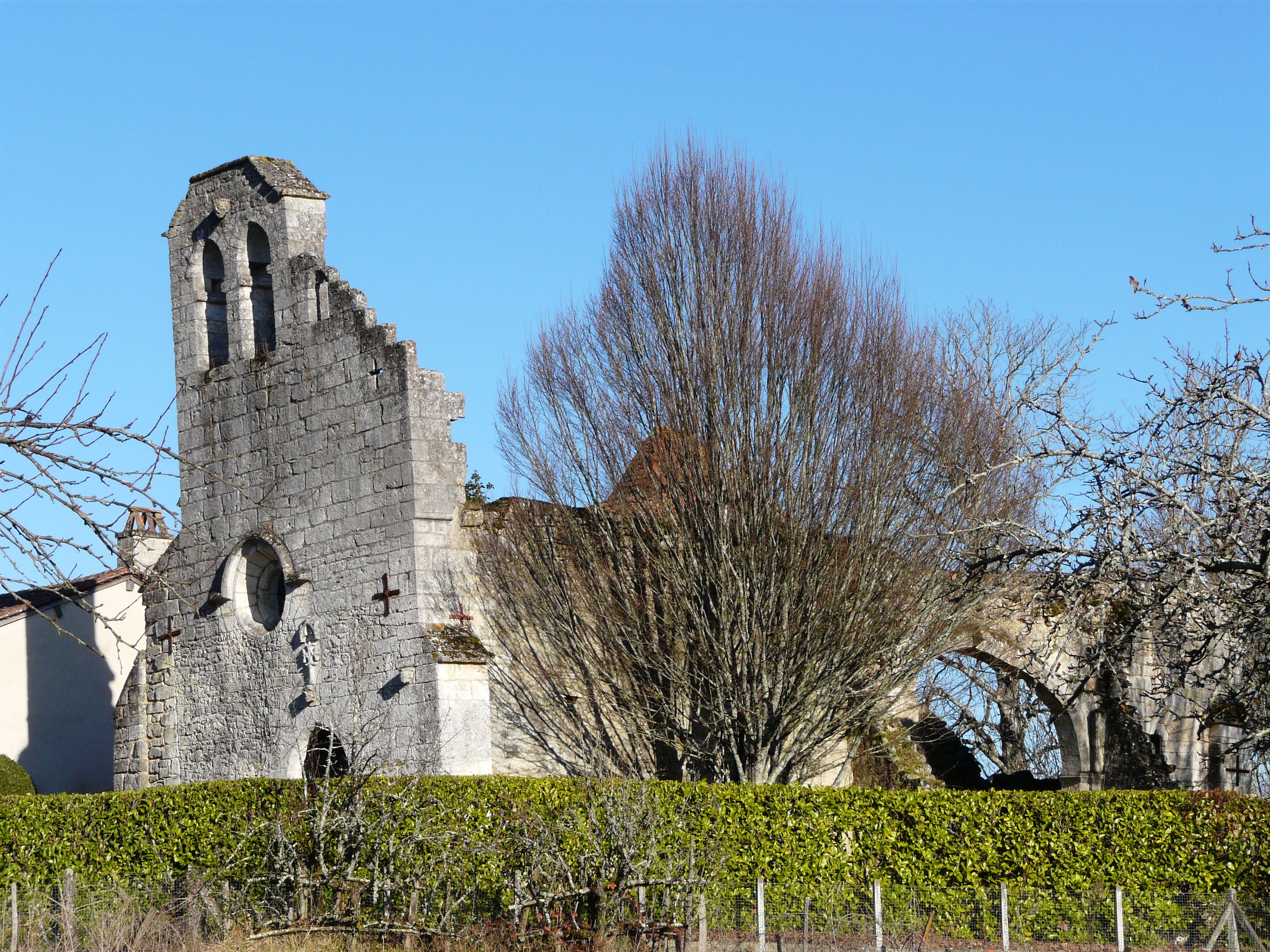
Verfallene Prioratskapelle Notre-Dame-de-Puymartin
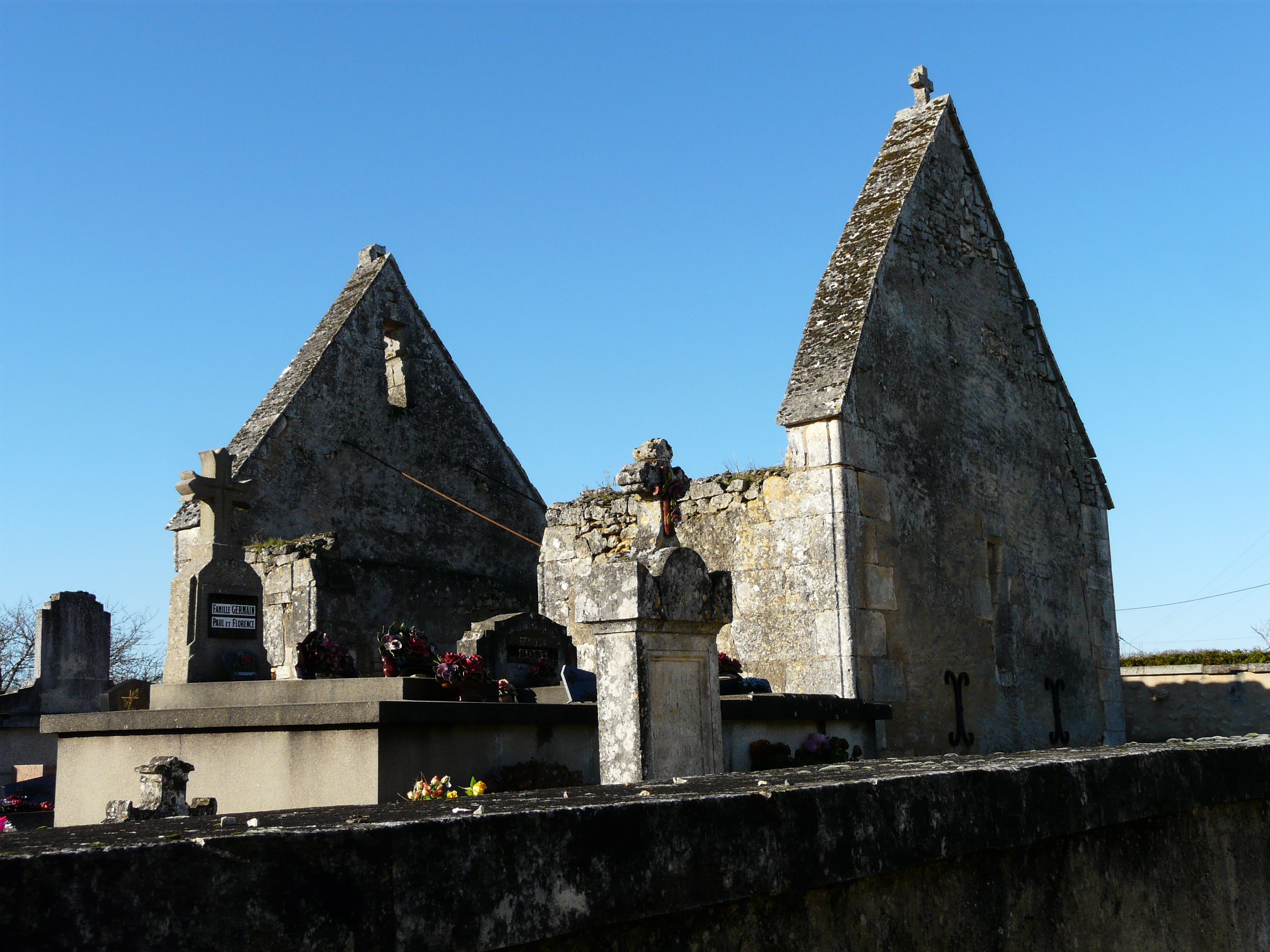
Zerstörte Kapelle Saint-Roch im Friedhof'
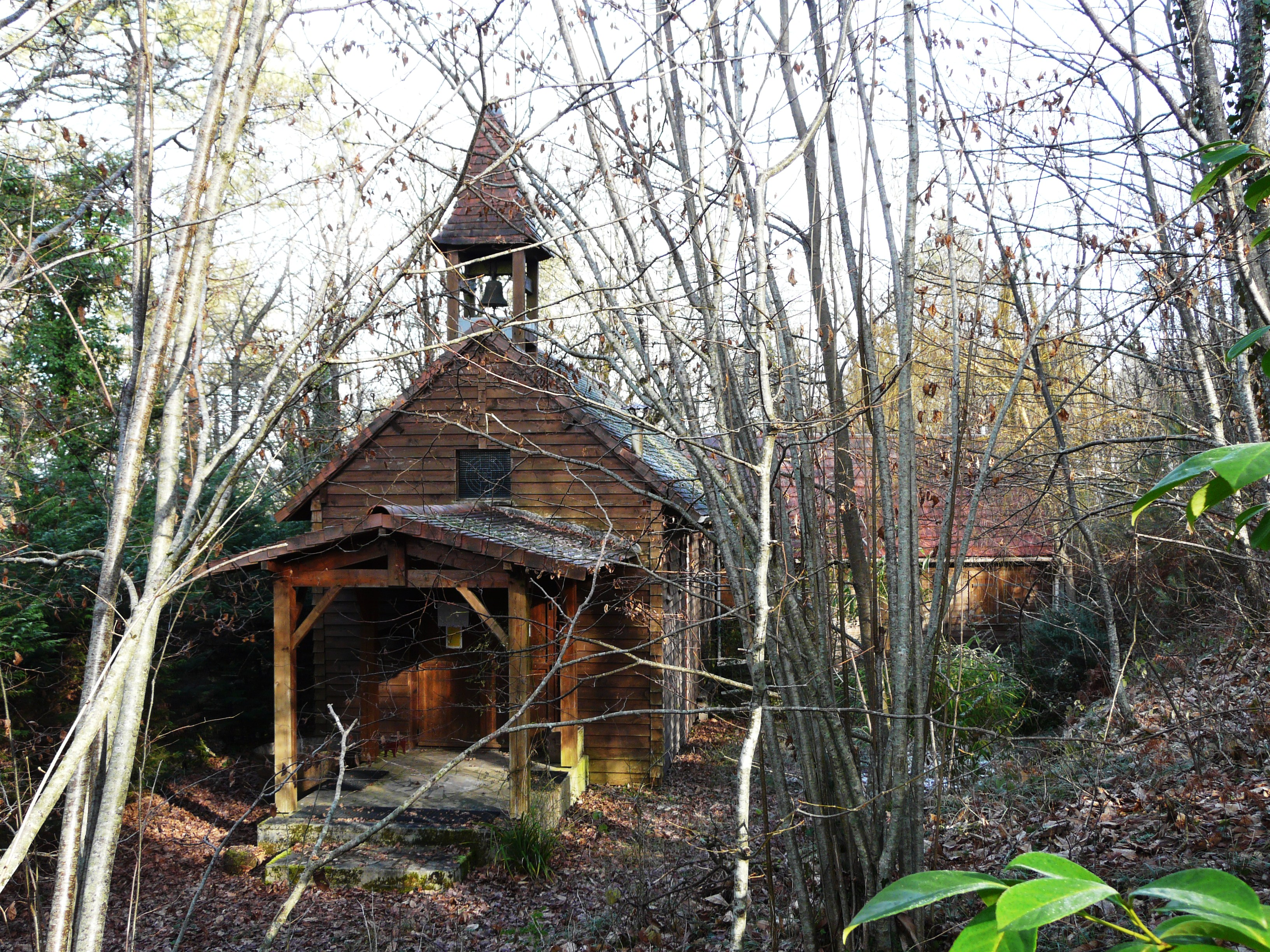
Orthodoxe Kapelle Notre-Dame-de-la-Sainte-Trinité
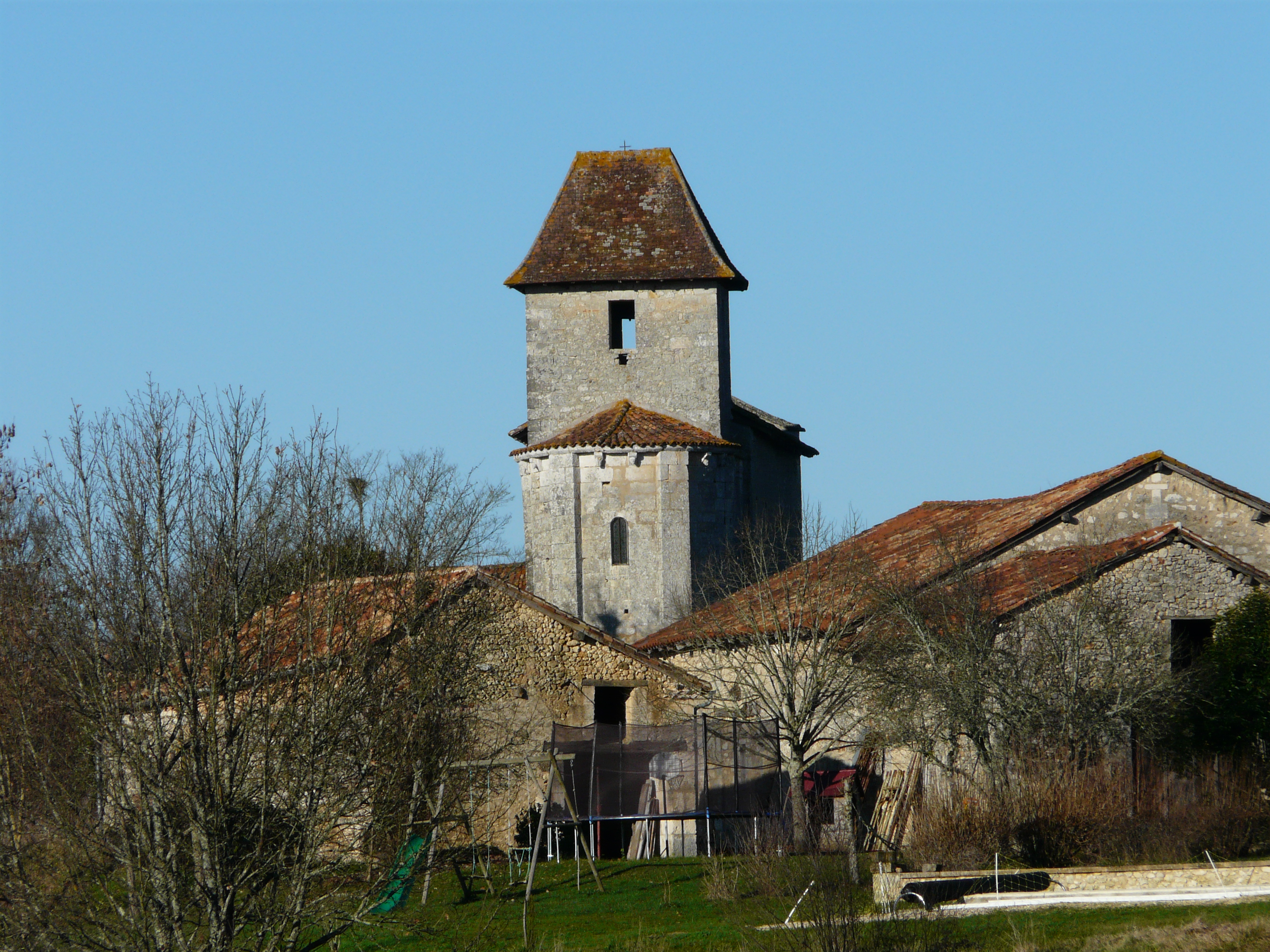
Die Templerkirche in Petit-Jumilhac
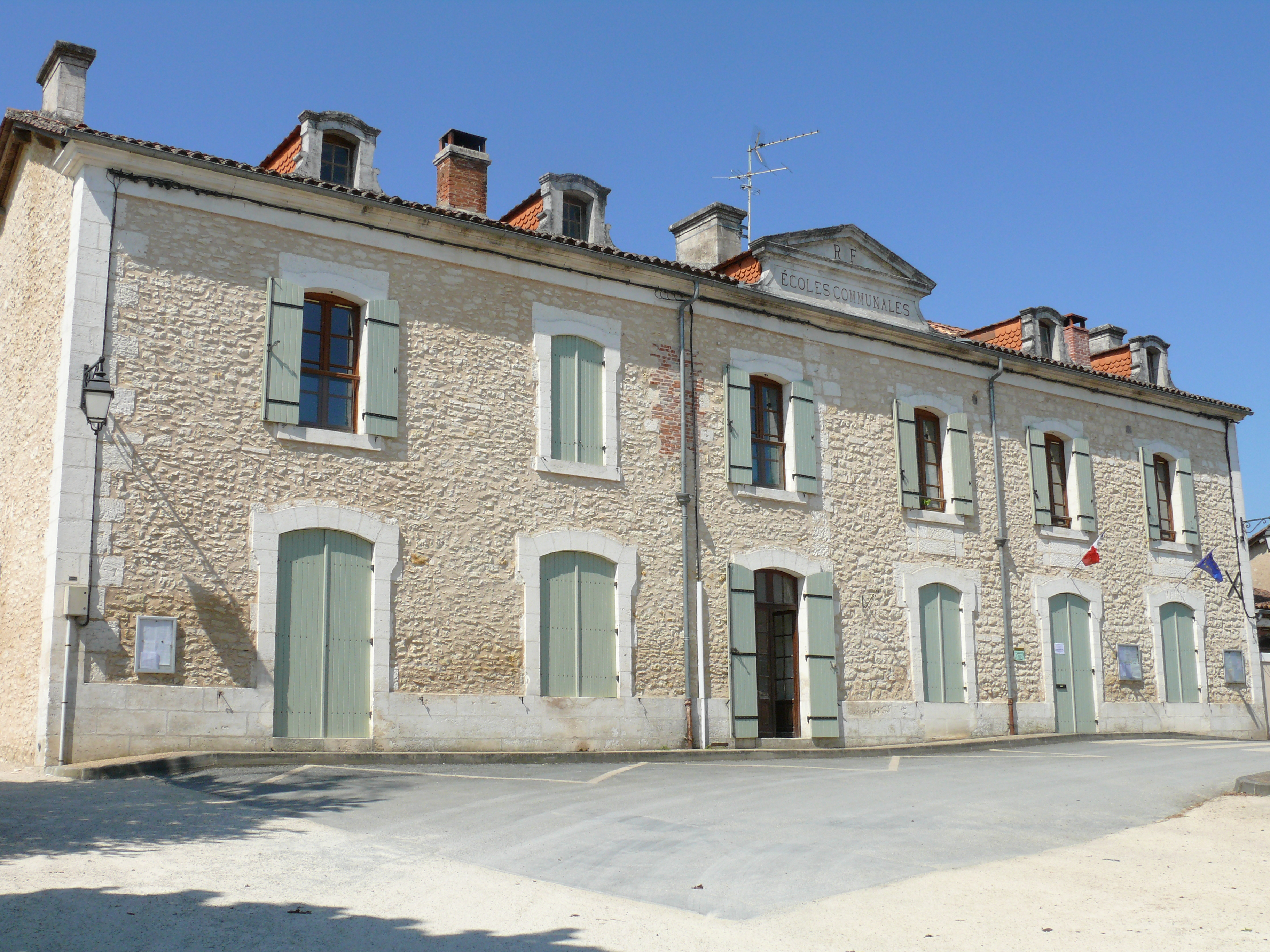
Rathaus und Schule von La Chapelle-Faucher
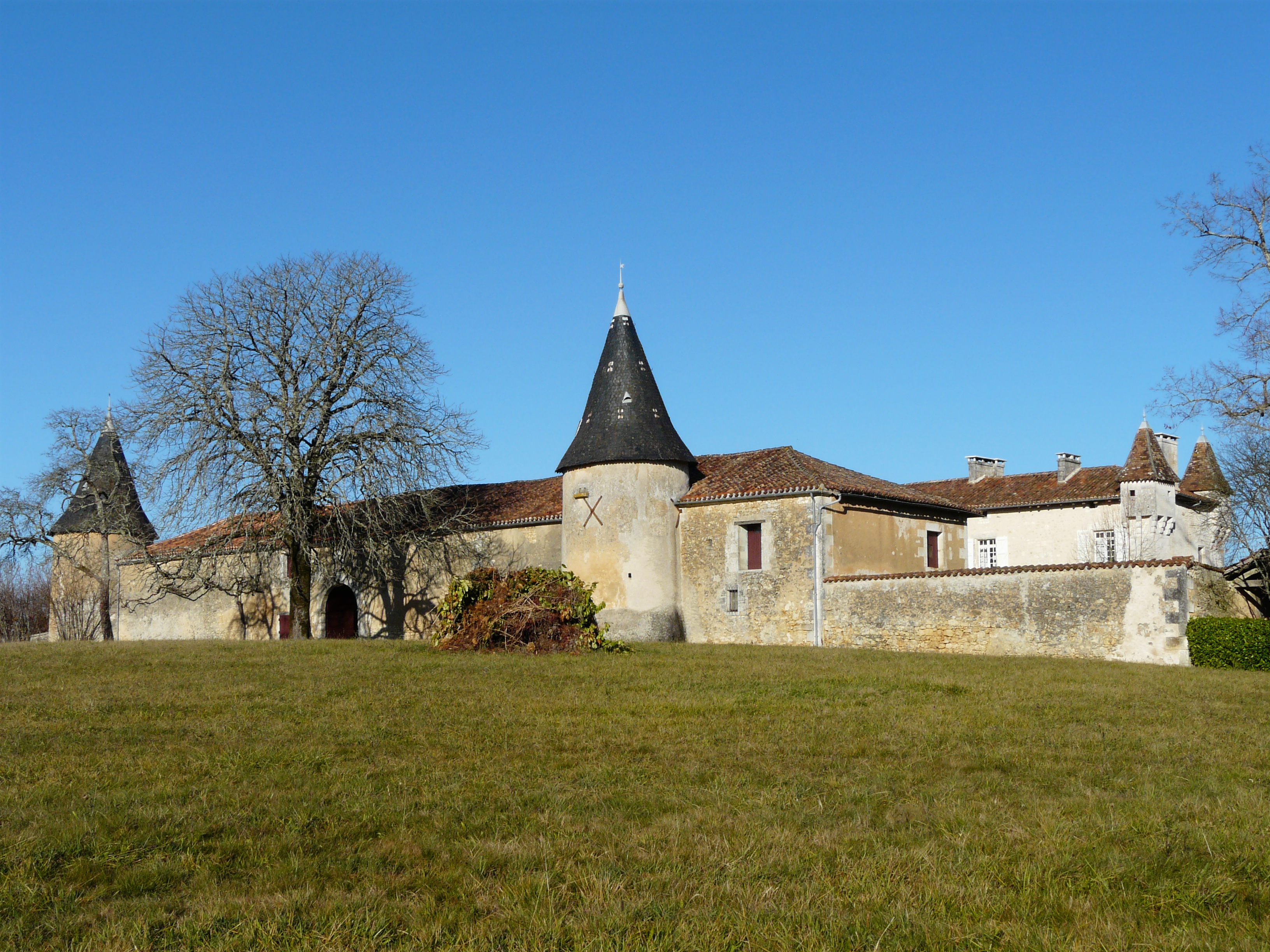
Herrenhaus Boslaurent
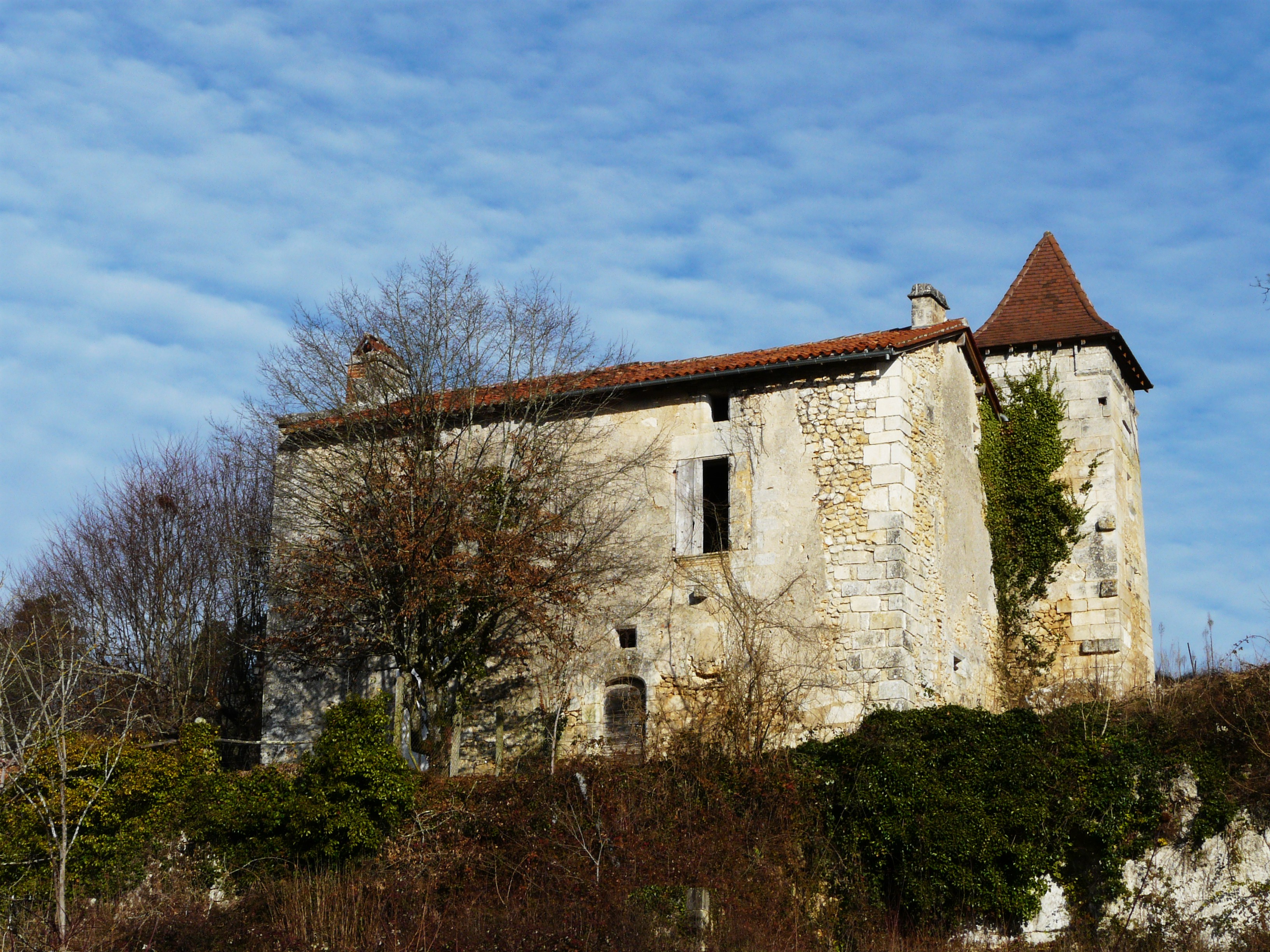
Herrenhaus von Las Font
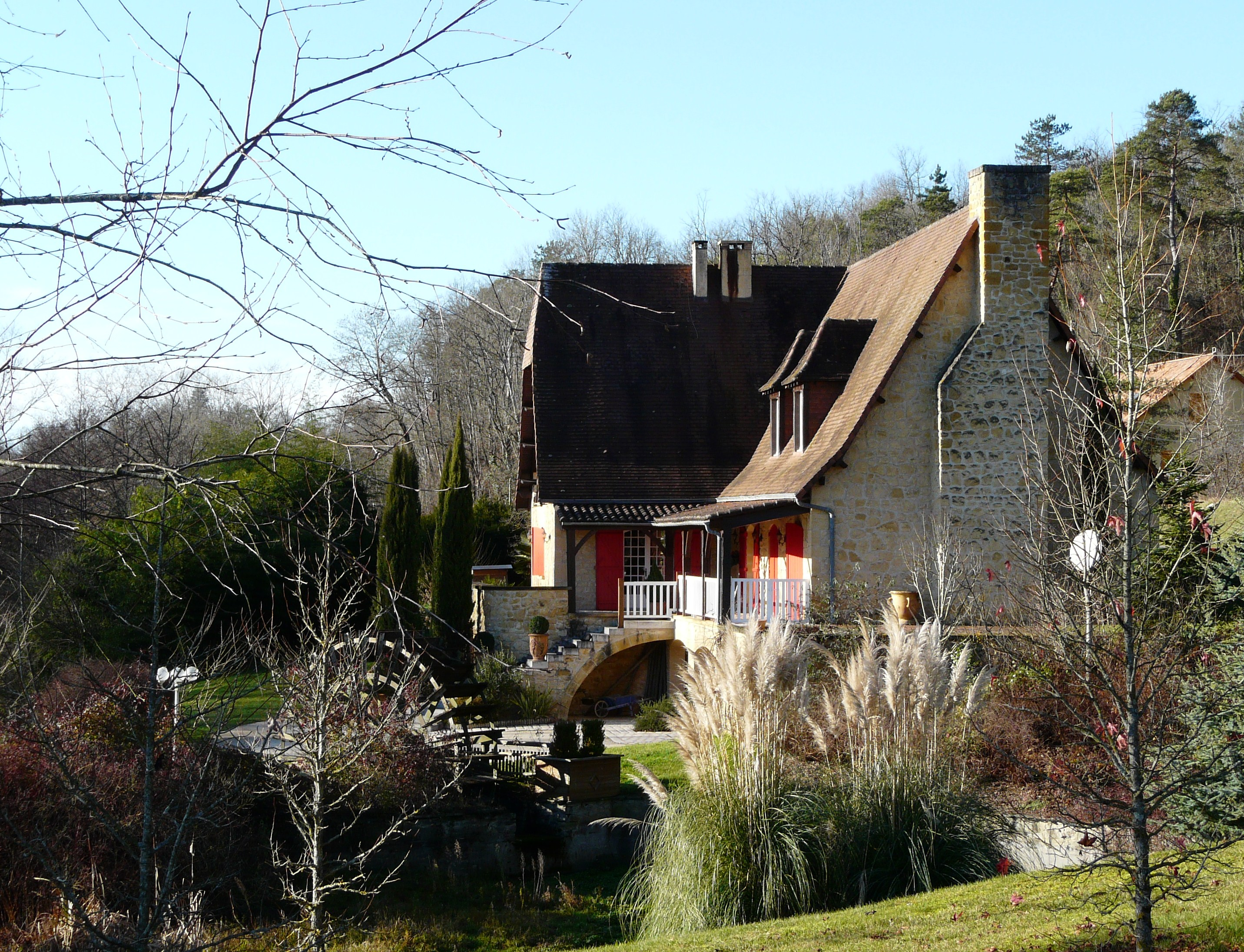
Mühlenhaus von Las Font
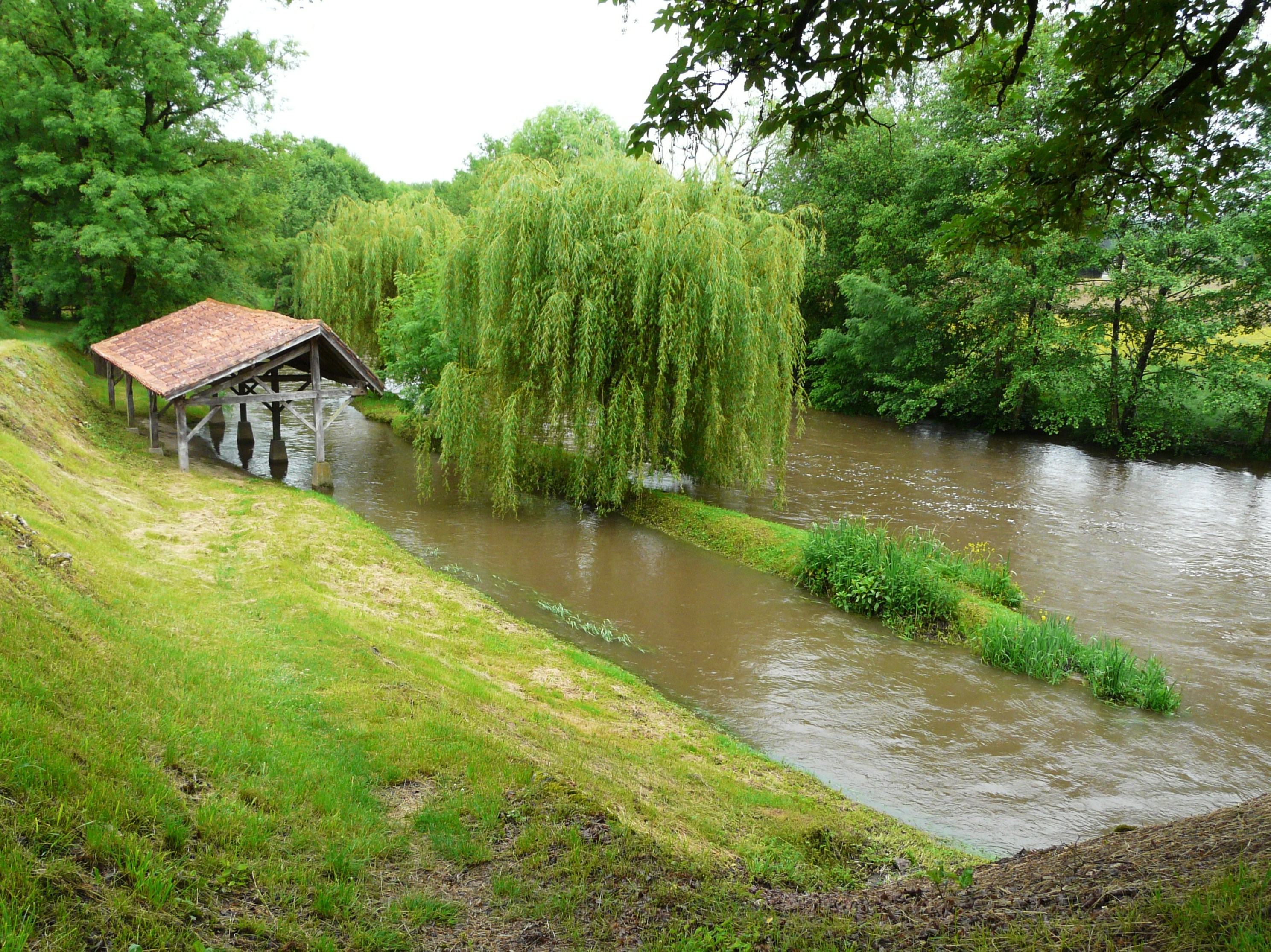
Waschhaus an der Côle bei Frühjahrshochwasser